# Biên Hòa (stad)
Biên Hòa is een stad in de Vietnamese provincie Đồng Nai. De stad ligt aan de oever van de rivier Đồng Nai. De stad grenst aan de provincie Bình Dương en de hoofdstad Ho Chi Minhstad. Van 1832 tot 1975 was Biên Hòa de hoofdstad van de voormalige provincie Biên Hòa, een provincie van Zuid-Vietnam. Bij de volkstelling van 2019 had de stad 1.055.424 inwoners.
Na de Franse oorlog zijn er veel mensen vanuit Noord-Vietnam gevlucht naar Zuid-Vietnam. Velen hebben zich in Biên Hòa gevestigd. Bij de Amerikaanse oorlog werd er even ten noorden van de stad een vliegveld aangelegd door de United States Air Force. Dit is de Vliegbasis Biên Hòa.
Anno 2008 is Biên Hòa een geïndustrialiseerde stad in Zuid-Vietnam, waar veel buitenlandse investeerders fabrieken hebben gebouwd.

## Bestuurlijke indeling
Biên Hòa bestaat uit 23 phườngs en 7 xã's.
- Phường An Bình
- Phường Bình Đa
- Phường Bửu Hòa
- Phường Bửu Long
- Phường Hố Nai
- Phường Hòa Bình
- Phường Long Bình
- Phường Long Bình Tân
- Phường Quang Vinh
- Phường Quyết Thắng
- Phường Tam Hiệp
- Phường Tam Hòa
- Phường Tân Biên
- Phường Tân Hiệp
- Phường Tân Hòa
- Phường Tân Mai
- Phường Tân Phong
- Phường Tân Tiến
- Phường Tân Vạn
- Phường Thanh Bình
- Phường Thống Nhất
- Phường Trảng Dài
- Phường Trung Dũng
- Xã An Hòa
- Xã Hiệp Hòa
- Xã Hóa An
- Xã Long Hưng
- Xã Phước Tân
- Xã Tam Phước
- Xã Tân Hạnh

## Geografische ligging
| Aangrenzende districten        | Aangrenzende districten | Aangrenzende districten | Aangrenzende districten | Aangrenzende districten |
| ------------------------------ | ----------------------- | ----------------------- | ----------------------- | ----------------------- |
|                                |                         | Vĩnh Cửu                |                         |                         |
|                                |                         |                         |                         |                         |
| Dĩ An Quận 9 (Ho Chi Minhstad) | Trảng Bom (district)    |                         |                         |                         |
|                                |                         |                         |                         |                         |
|                                |                         | Long Thành              |                         |                         |

## Uitspraak
Hoofdstad: Biên Hòa

Gemeente: Long Khánh

Districten: Cẩm Mỹ · Định Quán · Long Thành · Nhơn Trạch · Tân Phú · Thống Nhất · Trảng Bom · Vĩnh Cửu · Xuân Lộc